# Cyrtandra

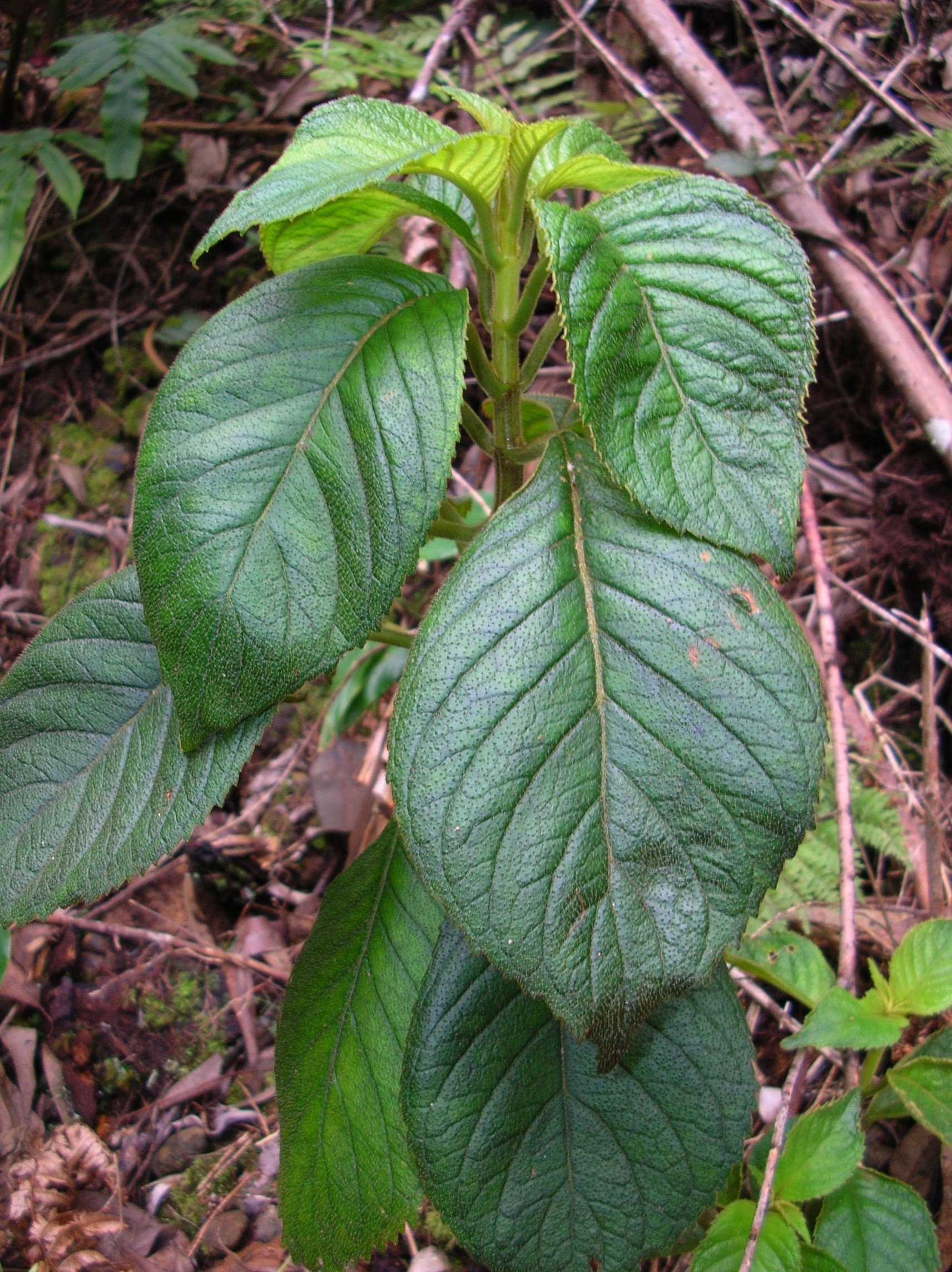
Cyrtandra sp.

Cyrtandra (Cyrtandra) je velký rod rostlin z čeledi podpětovité, zahrnující asi 600 druhů bylin i dřevin. Je rozšířen v tropické jihovýchodní Asii, severovýchodní Austrálii a Tichomoří. Mnoho druhů jsou endemity malých území. Cyrtandry rostou v podrostu primárních tropických deštných lesů a jsou citlivé na narušení biotopu. Nemají zvláštní význam.

## Popis
Cyrtandry jsou vytrvalé byliny, keře nebo řidčeji i malé stromy. Rostliny nemají oddenky. Stonek je jednoduchý nebo větvený, často dužnatý. Listy jsou řídké, vstřícné, přeslenité nebo výjimečně střídavé, v párech stejné nebo nestejné. Jsou lysé nebo chlupaté, na bázi sbíhavé až klínovité, vzácně i srdčité. Květenství jsou řídké nebo husté, úžlabní vrcholíky, u některých druhů vyrůstá květenství ze starších větví (kauliflorie). Kalich je pravidelný nebo souměrný, dělený na 2 až 5 stejných nebo nestejných laloků. Koruna je bílá nebo žlutá, řidčeji zelená, oranžová nebo purpurová,
většinou dvoustranně souměrná, uvnitř lysá nebo chlupatá. Korunní trubka je zvonkovitá, miskovitá, nálevkovitá nebo válcovitá, neztlustlá, obvykle mnohem delší než korunní laloky. Horní pysk je dvojlaločný, dolní trojlaločný. Tyčinky jsou 2 a jsou přirostlé zhruba v polovině ke korunní trubce. Zpravidla nevyčnívají z květů. V květech bývají 2 nebo 3 patyčinky. Semeník je vejcovitý až podlouhlý, obsahuje jedinou komůrku a nese čnělku zakončenou nedělenou nebo dvojlaločnou bliznou. Plodem je kožovitá nebo dužnatá, nepukavá bobule, o něco kratší nebo delší než kalich. Semena jsou bez přívěsků.

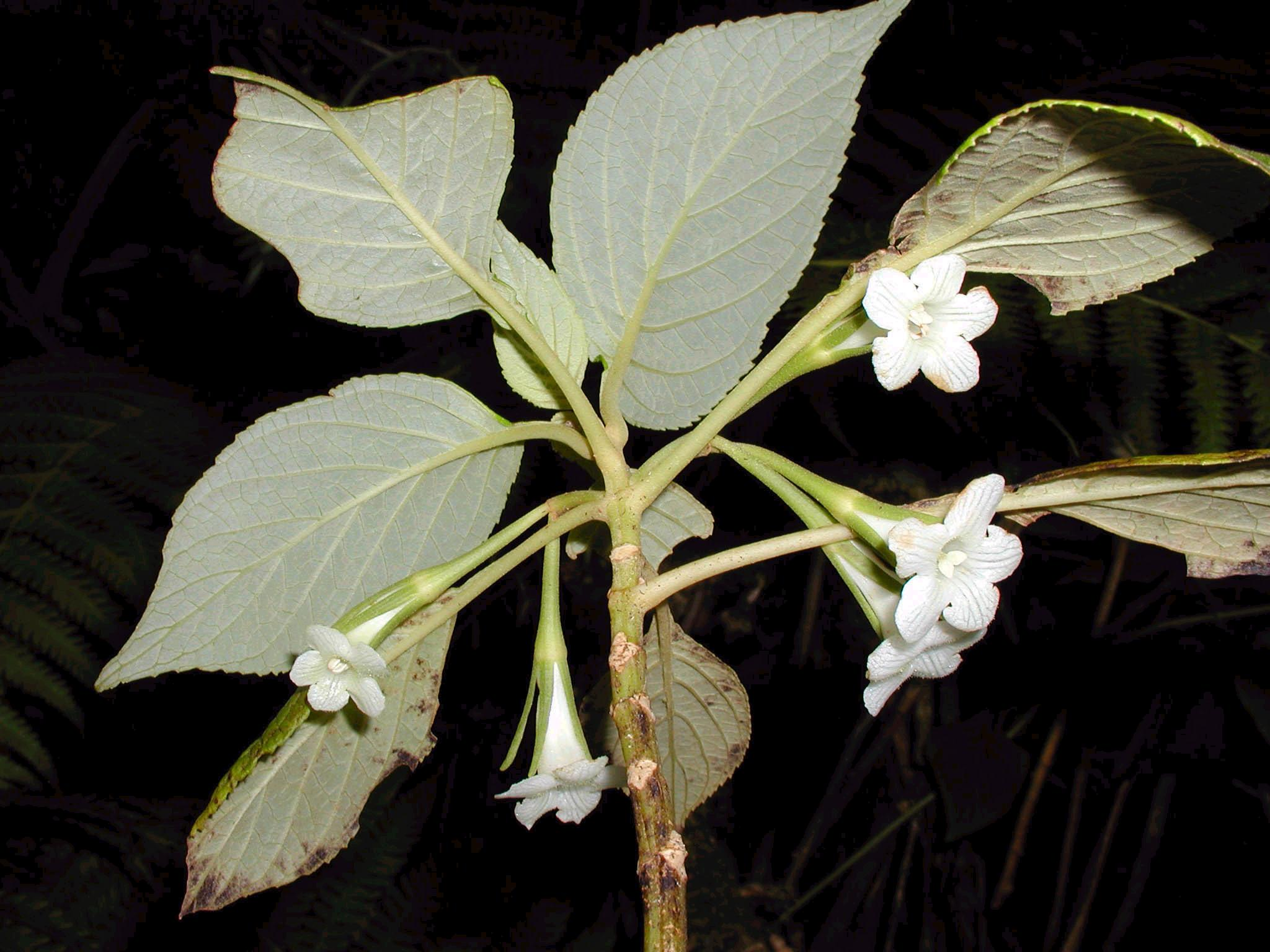
Kvetoucí Cyrtandra gracilis
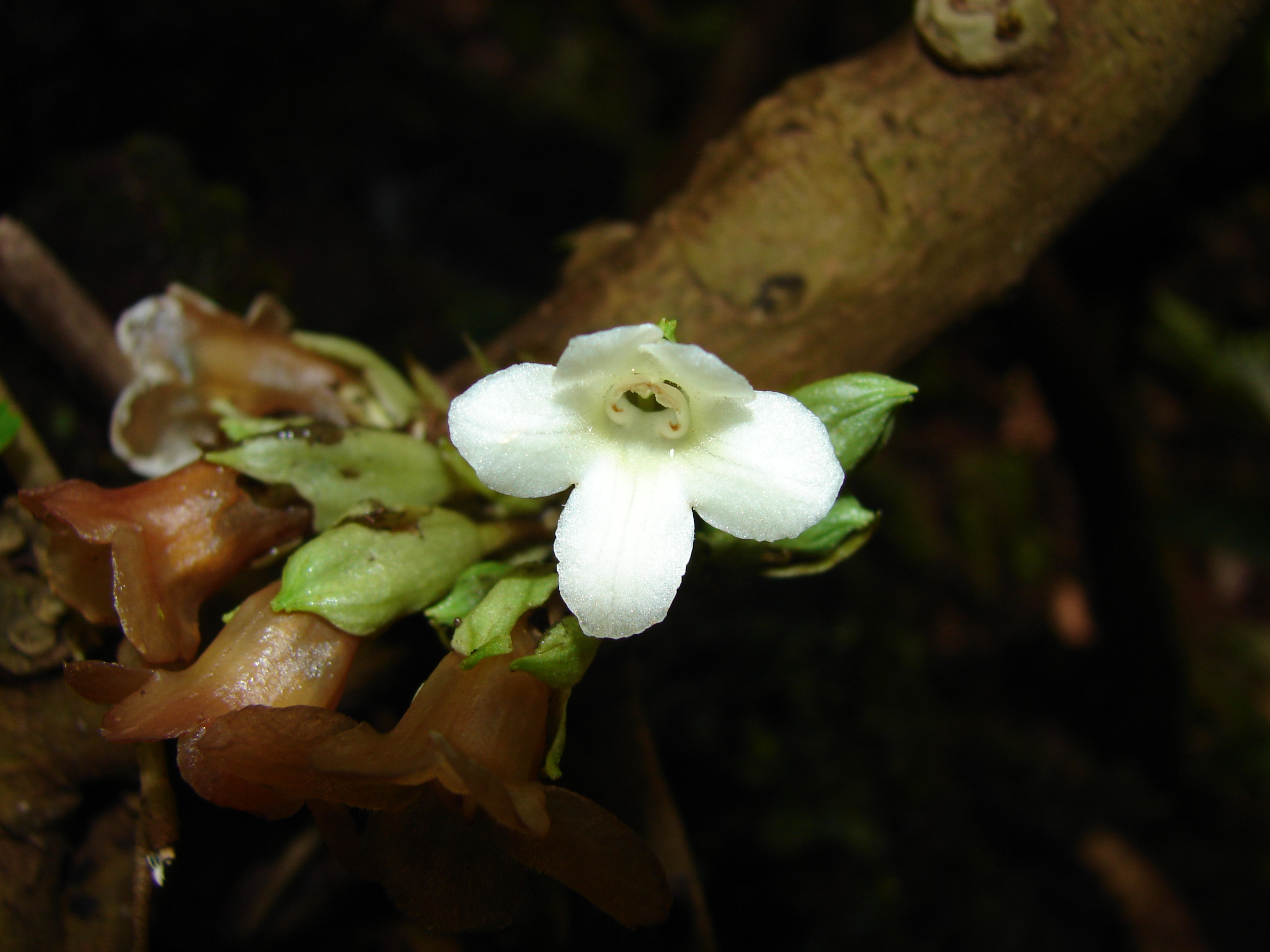
Detail květu Cyrtandra kaulantha
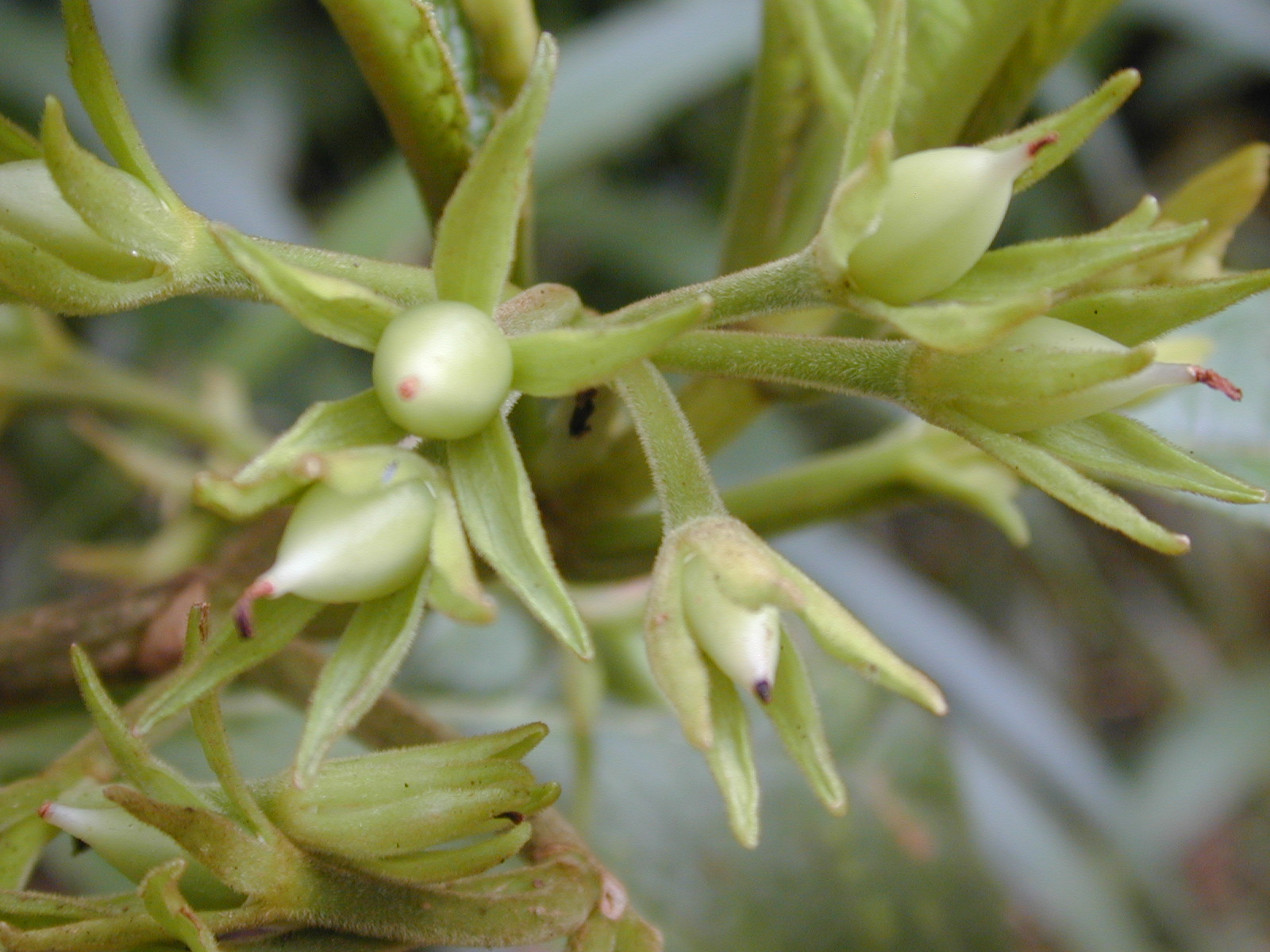
Nezralé plody Cyrtandra platyphylla

## Rozšíření
Rod cyrtandra zahrnuje asi 600 druhů. Vyskytuje se od jižního Thajska přes a jihovýchodní Asii po severovýchodní Austrálii a Tichomořské ostrovy. Největší druhové bohatství je na Papui Nové Guineji, Borneu, Sumatře, Filipínách, Sulawesi a Havaji. Většina druhů jsou endemity, mnohé druhy jsou svým výskytem omezeny pouze na jedinou horu nebo na jediný ostrov.

## Ekologie
Cyrtandry jsou svým výskytem převážně vázány na tropické deštné lesy a zcela chybějí v sezónně suchých oblastech. Jsou velmi citlivé na narušení korunního patra a v oblastech těžby dřeva rychle vymizí. Ve velkých oblastech jihovýchodní Asie silněji narušených lidskou činností se již v současnosti nevyskytují. Některé druhy jsou uvedeny v Červeném seznamu ohrožených druhů IUCN jako zranitelné až kriticky ohrožené.

## Taxonomie
Rod Cyrtandra je v rámci čeledi Gesneriaceae řazen do podčeledi Didymocarpoideae a tribu Trichosporeae. Vymezení jednotlivých druhů rodu Cyrtandra je mnohdy obtížné, neboť jsou silně variabilní a navíc se mezi sebou mohou křížit.

## Význam
Cyrtandry nemají zvláštní význam. Ve sklenících botanických zahrad se pěstují vzácně.